# Kubaro Khakimova
Kubaro Hakimova (née le 31 janvier 2002 à Samarcande) est une athlète handisport ouzbèke participant pour l'Ouzbékistan aux épreuves handisports du lancer du poids et lancer du disque en catégorie F41. Elle est médaillée d'argent à Paris et championne du monde à Kobe en 2024 au javelot.

## Carrière
Elle débute l'handisport en 2019 et pratique aussi le judo. Elle participe aux championnats du monde d'athlétisme handisport 2019 et se classe 7e au lancer du poids. Aux jeux para-asiatiques de 2022 à Hangzhou, elle remporte la médaille d'or dans sa catégorie au lancer du poids. Les championnats du monde d'athlétisme handisport 2023 (Paris) et championnats du monde d'athlétisme handisport 2024 (Kobe) lui permettent d'être médaillée d'argent lors de ces deux championnats au lancer du poids.
Aux Jeux paralympiques d'été de 2024 de Paris, elle participe aux épreuves du disque et du poids et prend la médaille d'argent au poids derrière tunisienne Raoua Tlili et devant l'argentine Antonella Ruiz Diaz,.